# Marco conceptual

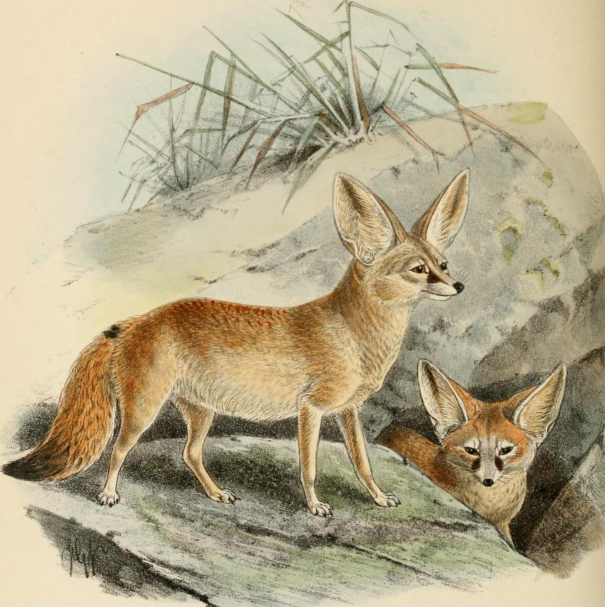
Grabado de un zorro fenec de J. G. Keulemans

Un marco conceptual es una herramienta analítica con variaciones y contextos que sirve para realizar investigaciones. También se puede aplicar en diferentes categorías de trabajo donde se necesita una imagen general. Se usa para hacer distinciones conceptuales y organizar ideas. Los sólidos marcos conceptuales capturan algo real y lo hacen de una forma que es fácil de recordar y aplicar.
Isaiah Berlin utilizó la metáfora de un "zorro" y un "erizo" para hacer distinciones conceptuales sobre la importancia que los filósofos y los autores tienen para el mundo. Berlin describe a los erizos como aquellos que usan una sola idea o principio organizador para ver el mundo (como Dante Alighieri, Blaise Pascal, Fiodor Dostoievski, Platón, Henrik Ibsen y Georg Wilhelm Friedrich Hegel). Los zorros, por otro lado, incorporan un tipo de pluralismo y ven el mundo a través de lentes múltiples, a veces contradictorios (ejemplos incluyen a Johann Wolfgang von Goethe, James Joyce, William Shakespeare, Aristóteles, Heródoto, Molière, Honoré de Balzac).

### Ejemplos
Los economistas usan el marco conceptual de "oferta" y "demanda" para distinguir entre el comportamiento y los sistemas de incentivos de las empresas y los consumidores. Al igual que muchos marcos conceptuales, la oferta y la demanda pueden presentarse a través de representaciones visuales o gráficas (ver curva de demanda). Tanto la ciencia política como la economía usan la teoría del agente principal como un marco conceptual. La dicotomía política-administración es un marco conceptual de larga data utilizado en la administración pública. Los tres casos son ejemplos de un marco conceptual de nivel macro.

## Visión general
El uso del término marco conceptual cruza ambas escalas (teorías grandes y pequeñas) y diferentes contextos (ciencias sociales, marketing, ciencias aplicadas, arte, etc.). Su definición y aplicación explícitas pueden por lo tanto variar.
Los marcos conceptuales son particularmente útiles como dispositivos de organización en la investigación empírica. Un grupo de académicos ha aplicado la noción de marco conceptual a la investigación empírica deductiva a nivel de estudio micro o individual.
Del mismo modo, los marcos conceptuales son representaciones abstractas, conectadas con el objetivo del proyecto de investigación que dirige la recopilación y el análisis de datos (en el plano de observación: el terreno). Críticamente, una jugada de fútbol es un "plan de acción" vinculado a un propósito particular, oportuno, generalmente resumido como yardas largas o cortas. Shields y Rangarajan (2013) argumentan que es este vínculo con el "propósito" lo que hace que el fútbol americano sea una buena metáfora. Definen un marco conceptual como "la forma en que se organizan las ideas para lograr el propósito de un proyecto de investigación". Al igual que las jugadas de fútbol, los marcos conceptuales están conectados a un propósito u objetivo de investigación.

## Diferencias entre marco conceptual y modelo mental
Hay tres características que distinguen un marco conceptual de un modelo mental. Los marcos conceptuales son conscientes, consistentes y evolutivos

### Ser consciente
Cuando una persona tiene un marco conceptual sobre un tema – por ejemplo, el trato que debería existir entre maestros y alumnos en el aula – significa que ha reflexionado sobre el tema. Ha considerado las diferentes alternativas y ha llegado a sus propias conclusiones sobre el tema, que le parecen lógicas, concuerdan con sus principios y las cuales conscientemente trata de aplicar en su vida. Puesto que ha reflexionado sobre ellos, es consciente de su marco conceptual. Sabe en qué consiste y lo puede explicar a otras personas de manera clara ordenada, basándose en principios y en experiencias de la vida.

### Ser consistente
En el esfuerzo por desarrollar un marco conceptual, un principio fundamental con el cual hay que comprometerse, es el de ser consistente. Un marco conceptual no debería contener contradicciones.
1. Consistencia con los propios principios éticos.
Consciente o inconscientemente, todos basamos nuestras vidas en principios con los que nos identificamos. Ejemplos de algunos de estos principios son: la justicia, la unidad, la igualdad, la cooperación, o simplemente el no hacer daño a nadie. Cuando nos identificamos firmemente con un principio, este forma parte de nuestro ser interior. En consecuencia, si profesamos algún marco conceptual que contiene algunos elementos que contradicen estos principios, no estamos siendo fieles a nosotros mismos y manifestaremos una tendencia a actuar de forma contradictoria. Por lo tanto, es importante tratar de identificar los principios con los cuales estamos comprometidos y cuestionar nuestras acciones y marcos conceptuales a la luz de ellos, para que lleguen a ser consistentes.
2. Consistencia interna.
Una parte del marco no puede contradecir a otra. Por ejemplo, sería contradictorio que un maestro afirme la importancia del ciclo de aprendizaje, pero mantenga una política de que “los alumnos deberían escuchar pero no hablar”, sin darles la oportunidad de compartir sus propias opiniones y siempre insistiendo en que en los exámenes expresen los conceptos en las mismísimas palabras con las cuales él, o ella, los ha dictado.
3. Consistencia con otros marcos conceptuales propios.
Por ejemplo, si una persona tiene un marco conceptual de transformación social que se fundamenta en la justicia, la igualdad y las relaciones horizontales y tiene un marco conceptual de las relaciones familiares en que predomina el machismo y la autoridad absoluta del padre sobre la esposa y los hijos, existe una contradicción fundamental entre estos dos marcos conceptuales. En tal caso, para llegar a ser consistente la persona ha de enfrentar la contradicción y cuestionar uno u otro marco hasta transformarlos de tal forma que sean consistentes uno con otro.
4. Consistencia con la realidad que se conoce.
Esto significa que deberíamos tratar de vivir de acuerdo con los marcos conceptuales y ser sensibles a las experiencias que genera. Si al aplicarlo, los resultados no son los esperados, debemos tratar de comprender por qué. Luego, hay que reflexionar sobre la experiencia para formular una mejor conceptualización de la realidad y modificar nuestro marco conceptual para que sea más consistente con la realidad.

### Ser evolutivo
Debido al esfuerzo constante necesario para lograr la consistencia de los marcos conceptuales, estos nunca llegan a ser “producto terminados”, estando siempre en un estado de evolución, de cambio.
Cada aprendizaje, cada experiencia, cada encuentro con alguien que piensa de una forma distinta, proporciona elementos para reflexionar y adaptar mejor los marcos conceptuales a la realidad. Al aprender algo nuevo uno debería preguntarse: ¿Cómo se relaciona esto con lo que pienso sobre este tema, con mi marco conceptual sobre este tema? ¿Qué aspectos son consistentes? ¿Necesito modificar mi marco conceptual? O ¿existen inconsistencias en la información que estoy recibiendo?
Un nuevo conocimiento puede ser consistente con el marco conceptual y servir para enriquecer algún concepto o proporcionar una nueva técnica que ayude a llevar el marco conceptual a la práctica. O puede desafiar la consistencia del marco conceptual. Cuando esto sucede, con mucha integridad intelectual primero hay que tratar de comprender la lógica en que se basa el nuevo conocimiento y luego confrontarlo con las creencias previas, evaluando qué enfoque es más consistente.
De hecho, el verdadero aprendizaje sólo ocurre cuando por medio de un proceso de cuestionamiento y reflexión, se logra integrar la nueva información en un marco conceptual consciente, consistente y evolutivo. En caso contrario puede memorizarse la nueva información, e incluso llegar a influir en el discurso, pero generalmente las acciones seguirán guiándose por modelos mentales no examinados.
En cambio, al reflexionar sobre nuevos conceptos y experiencias para integrarlas consciente y coherentemente en un marco conceptual, existe un “aprendizaje verdadero”. Este proceso nos capacita para hacernos responsables de nuestros propios aprendizajes y participar en un proceso de conocimiento continuo. Sin este tipo de aprendizaje, no puede ocurrir la transformación personal.

## La transformación demodelos mentalesen marcos conceptuales
Uno puede transformar sus propios modelos mentales a marcos conceptuales o puede ayudar a otros a hacerlo.

### Transformando los modelos mentales propios
Para poder transformar un modelo mental en un marco conceptual, ante todo hay que tomar conciencia del modelo que uno tiene. Se puede comenzar a hacer esto, simplemente respondiendo con completa honestidad: ¿Qué creo sobre este tema? y ¿Por qué creo que es una comprensión adecuada del tema?
Una vez definidos los elementos o creencias básicas que integran el modelo mental, puede comenzarse a examinarlo y a descubrir sus lagunas o inconsistencias. Preguntándose, por ejemplo: ¿Qué actitudes genera este modelo mental? ¿A qué tipo de acciones lleva? ¿Está basado el modelo mental en ciertas creencias o estereotipos acercas de otros grupos de personas? ¿Contiene el modelo mental elementos erróneos o equivocados? ¿Hay omisiones en el modelo mental de otros elementos que son aspectos importantes de la realidad?
Al reflexionar sobre estas preguntas, se toma conciencia del propio modelo mental y gradualmente se empiezan a hacer las modificaciones que inician el proceso de conversión en un marco conceptual consiente.
Sin embargo, muchas veces es necesario tomar contacto con un nuevo marco conceptual más desarrollado, más consistente y basado más profundamente en principios, para terminar de cuestionar el modelo mental antiguo y tener una idea más clara de con qué sustituirlo.
Finalmente, es importante aprender a ser sensible a las inconsistencias. Cuando leemos o escuchamos algo, en vez de simplemente aceptar y agregarlo irreflexivamente a nuestro bagaje de conocimiento, hay que pensar sobre ello, considerar si estamos de acuerdo o no con esta forma de pensar y relacionarlo con los marcos conceptuales que ya tenemos.
Asimismo, es importante ser sensible a las inconsistencias entre nuestro discurso y nuestra conducta, que pueden indicar que nuestras acciones están siendo influidas por modelos mentales no examinados. En este caso es necesario tratar de identificar los elementos del modelo mental y cuestionarlos.
Es importante seguir “luchando” con la inconsistencia, tratando de comprender las razones; tanto para nuestras palabras como para nuestras acciones, hasta llegar a una resolución en que se decida cambiar las acciones o el discurso para que sean consistentes.

### Ayudando a otros a transformar sus modelos mentales
Puesto que los modelos mentales son aprendidos social y culturalmente, a menudo los grupos de personas tienen modelos mentales muy parecidos. Por eso, muchas veces es más fácil ayudarles a iniciar el proceso de transformación trabajando en grupo.
El diálogo ayuda a las persona a explorar más profundamente las deficiencias en los modelos mentales dominantes y a comprender con más claridad el nuevo marco conceptual. A la vez, el formar parte de un grupo que comparte el nuevo marco conceptual refuerza la identificación con ello.
Cuando se cuestionan los modelos mentales en grupo, en vez de preguntar qué cree cada persona sobre el tema, se pregunta: ¿Qué piensa la mayoría de las personas sobre este tema? (Por ejemplo, el rol de maestro, el rol del alumno, la religión o el desarrollo).
Se agrupan las respuestas relacionadas por categorías y se dialoga un poco sobre ellas. Luego se pregunta: ¿Qué problemas hay con este concepto del _______? ¿Qué efectos tiene en las personas? ¿Omite algunos aspectos importantes?
En esta etapa, el grupo generalmente es capaz de identificar muchas debilidades en el modelo mental dominante. Entonces, surge una inquietud de encontrar un marco conceptual más adecuado, que resuelva los problemas encontrados.
En este momento, el facilitador puede presentar los elementos de un nuevo marco conceptual o ayudar al grupo a desarrollar el suyo propio.

## Diferencias entre marco conceptual ymarco teórico
Según la Dra. Larisa Nikitina, en lo referente a métodos de investigación en ciencias sociales y ciencias del comportamiento, ambos términos no son específicos del diseño de investigación. En otras palabras, uno no pertenece al paradigma cualitativo y el otro al cuantitativo. Aunque los términos podrían haberse usado indistintamente y, de hecho, se refieren a cosas diferentes.
El marco teórico en un estudio se basa en una o varias teorías existentes (por ejemplo, una teoría de la motivación). El marco conceptual, por otro lado, es algo que puede desarrollarse basándose en esta teoría. Usted inevitablemente usaría algún concepto, si no todo, con el que opera esta teoría en particular. Además, en su marco conceptual, puede agregar su propio concepto / construcciones / variables que considere relevantes y luego proceder a explorar o probar la relación entre ellas.

## Tipos de marcos conceptuales
Se han identificado varios tipos de marcos conceptuales y se alinean con un propósito de investigación de las siguientes manera:
- Hipótesis de trabajo - Exploración o investigación exploratoria.
- Preguntas del pilar - Exploración o investigación exploratoria.
- Categorías descriptivas - Descripción o investigación descriptivas
- Tipo ideal práctico - análisis (Calibrado)
- Modelos de investigación operativa - Toma de decisiones.
- Hipótesis formal - Explicación y predicción

Téngase en cuenta que Shileds y Rangarajan (2013) no afirman que estos sean los únicos propósitos de investigación del marco conceptual, ni que el sistema sea aplicable a formas inductivas de investigación empírica. Más bien, los emparejamientos que proponen son útiles y proporcionan a los nuevos académicos un punto de partida para desarrollar su propio diseño de investigación.
Los marcos también se han utilizado para explicar la teoría del conflicto y el equilibrio necesario para alcanzar lo que equivale a resolución. Dentro de estos marcos de conflicto, las variables visibles e invisibles funcionan bajo conceptos de la relevancia. Los límites se forman y dentro de estos límites, las tensiones relacionadas con las leyes y el caos (o la libertad) se mitigan. Estos marcos a menudo funcionan como células, con sub-marcos, estasis, evolución y revolución . Pueden existir anomalías sin ¨lentes¨o ¨filtros¨adecuados para verlas y puedan se visibles solo cuando las herramientas para definirlas.